# Хирано, Кота
Кота Хирано (яп. 平野 耕太 Хирано Ко:та, род. 14 июля 1973 г., Токио) — японский мангака.

## Карьера
Карьеру начинал как ассистент мангаки — по собственным словам, помощником он был «ужасным» и «ленивым». Позже он обратился к жанру хентай и впоследствии добился некоторого успеха благодаря таким работам, как Angel Dust, Coyote, Gun Mania и Hi-Tension. Настоящая слава пришла к нему после выхода серии «Хеллсинг», которая начала издаваться в ежемесячном манга-журнале Young King OURs во второй половине 1997 года.
Однако «Хеллсинг» — не самая первая серия Хирано в Young King OURs. В 1996 году, в тот же самый год, когда предтеча «Хеллсинга», The Legends of Vampire Hunter, вышла отдельной хентай-историей в ежемесячном журнале хентай-манги Heavenly Pleasure, в Young King OURs опубликовали сингл Hi-and-Low, основанный на событиях Второй мировой войны. События Hi-and-Low развивались большей частью на железнодорожной станции в Харбине, главные героини при этом похожи на Интегру Хеллсинг («Хеллсинг») и Юмико/Юмиэ (Crossfire). Продолжения Hi-and-Low не последовало, так как Хирано переключил всё внимание на «Хеллсинг».
Теперь старые работы мангаки считаются коллекционными экземплярами. Многие персонажи «Хеллсинга» появлялись в ранних мангах Хирано — например, упомянутый выше The Legends of Vampire Hunter — хентайный «предшественник» «Хеллсинга».
Наравне с новыми томами «Хеллсинга» издаётся официальная предыстория Hellsing: The Dawn, действие которой разворачивается в конце Второй мировой войны в Польше, на секретной базе нацистов, куда Артур Хеллсинг отправляет своего четырнадцатилетнего дворецкого Уолтера в компании с Алукардом (последний — в облике маленькой девочки).
В работах Хирано Коты заметна не только его любовь к манге, аниме и кино — там проявляется и довольно злое воображение, и своеобразное чувство юмора, и детальное знание внешнего мира. Все эти черты есть в «Хеллсинге». Хирано обращается к самым тайным страхам Европы и конфликтам последнего тысячелетия — вампирам, инквизиции и нацизму — и сочетает их в невероятно динамичной серии графических новелл. В то время, как многие мангаки более чем вольно и творчески трактуют атрибуты христианства, Хирано привнёс в «Хеллсинг» великий религиозный конфликт — протестантизм против католицизма, сделав его одним из главных сюжетов истории.
«Хеллсинг» — единственная серия Хирано, которая получила широкое распространение: в США манга публикуется в издательстве Dark Horse Comics, во Франции — в Tonkam, немецкую версию издают в Planet Manga. После успешного аниме-сериала «Хеллсинг», в 2006 году стартовала новая экранизация. Мангака участвовал в кастинге сэйю для ТВ-сериала и более тесно сотрудничал с создателями Hellsing Ultimate OVA Series.

## Некоторые факты из биографии
Хирано Кота регулярно посещает аниме-конвенты и фестивали — и не только в качестве знаменитого мангаки. Хирано не скрывает, что сам является рьяным отаку. Он с удовольствием рассказывает о своей любимой манге Эйитиро Оды One Piece и о том, как к концу четвёртого тома обнаружил, что не прочь полапать, например, Нами. Будучи фанатом многих аниме-сериалов, включая Gundam, Saint Seiya и One Piece, он также не скрывает своего тёплого отношения к американскому кино — и с удовольствием цитирует в одном из шутливых отступлений «Хеллсинга» такие фильмы, как «Крепкий орешек», «Криминальное чтиво», «Псы войны» и другие.

## Список работ
- Angel Dust / «Ангельская Пыль» (условное продолжение «Койота», хентай о предшественнике отца Андерсона, похищении героина, фальшивом священнике и происках мафии)
- Arera no Shūmatsu
- Be Wild!!
- Count Pierre Eros' Gorgeous Daily Grind
- Coyote / «Койот» (хентай, условная предыстория «Хеллсинга», место действия — Франция 1944 года)
- Crossfire / «Перекрёстный огонь» (экстра-главы «Хеллсинга», параллельная история, главные действующие лица — девушки Хайнкель и Юмико/Юмие, агенты «Искариота» из 13-го Отдела Ватикана)
- Daidōjin Monogatari
- Deep
- Desert Schutzstaffel / «Телохранитель пустыни» (хентай)
- Drifters (2009-н. в.)
- Front
- Gun Mania / «Оружейная мания»
  - Assassine (2011, спин-офф Gun Mania)
- «Хеллсинг»
  - Hellsing: The Dawn / «Хеллсинг: Рассвет» (официальная предыстория «Хеллсинга»)
- Hi-Tension / «Сверхнапряжённость»
- Hi-and-Low (сингл, время действия — Вторая мировая война)
- Ikasu Sōtō Tengoku
- Koi no Strikeback
- Muteki no Mahō Kyōshi Kawaharā Z
- Susume! Ikaryaku
- Susume!! Seigaku Dennō Kenkyū
- The Legends of Vampire Hunter / «Легенда об охотнике на вампиров» (хентай, прототип «Хеллсинга»)
- The Weekenders
- UFO 2000